# Повторна використовність
У комп'ютерних науках, та програмній інженерії, повторна використовність — можливість модулів використовуватись в процесі розробки програмного забезпечення для виконання кількох різних функцій.
Модулями можна вважати елементи життєвого циклу розробки програмного забезпечення які включають в себе: код, програмні компоненти, тестові пакети, дизайн та документацію. Перевагою є модифікування існуючих модулів які відповідають специфічним системним вимогам. Так як повторне використання має на увазі створення окремо підтримуваних версій модулів, це вважається кращим, ніж модифікування існуючих модулів.
Підпрограми або функції — це найпростіші форми повторного використання. Блоки коду організовані за допомогою багаторівневого іменного простору та модулів. Прихильники стверджують, що об'єкти і програмні компоненти пропонують більш розвинену форму повторного використання, хоча це було б складніше, для об'єктивної міри та визначення рівнів або результатів повторного використання. Можливість багаторазового використання є правильним засобом на основі якого можна створювати великі проекти з малих частин, та можливості зіставити їхні частини.
Повторне використання — це одна із необхідна характеристик програмного забезпечення. Повторне використання призвело до декількох аспектів розробки програмного забезпечення, які не потрібно розглядати, коли воно не використовується. Повторне використання має на увазі чітку систему управління на основі якої будуються, упаковуються, поширюються, встановлюються, конфігуруються, розгортаються, підтримуються та модернізуються поставлені задачі. Якщо ці задачі не розглядаються, програмне забезпечення може багаторазово використовуватись з точки зору дизайну, але не використовуватиметься багаторазово на практиці.
Повторне використання програмного забезпечення більш конкретно посилається на особливості дизайну елементу програмного забезпечення (чи блоків елементів програмного забезпечення), це підвищує його придатність для багаторазового використання. Більшість принципів багаторазового використання були розроблені в майстерні WISR.
Основними механізмами збільшення повторної використовності в архітектурі програм є зменшення зв'язності між компонентами і обмеження загальності інтерфейсу компонентів. Прикладом таких обмежень є однорідні Пайпи і фільтри.

## Особливості проектування програмного забезпечення для багаторазового використання
- Пристосованість;
- Невеликий розмір;
- Послідовність;
- Коректність;
- Гнучкість;
- Можливість розширення;
- Швидкість;
- Універсальність
- Локалізованість ;
- Модульованість;
- Параметризованість;
- Простота;
- Стабільність ;

Консенсус ще не був досягнутий в цьому списку по відносній важливості записів, ні з задач, які роблять кожен з них важливим для певного класу додатків.

## Зноски
1. ↑  Fielding Roy. Architectural Styles and the Design of Network-based Software Architectures. — Каліфорнійський університет в Ірвайні, 2000. — 23 March. Архівовано з джерела 19 лютого 2009. Процитовано 2009-02-20.